# Tour de Francia 1986
El 73.º Tour de Francia se disputó del 4 al 27 de julio de 1986 sobre un recorrido de 23 etapas y con un total de 4083 km que el vencedor cubrió a una velocidad media de 36,950 km/h. La carrera comenzó en Boulogne-Billancourt y concluyó en París.
El sueño de Bernard Hinault de ganar el sexto Tour de Francia se vio obstruido por la promesa el año anterior de ayudar a Greg LeMond en esta edición. El francés, desde el principio, hizo gala de una extrema combatividad, la cual según declaraciones posteriores del mismo, tenían como intención desmoralizar y desgastar a los rivales de LeMond. Lo cierto es que funcionó, como demuestra el abrumador dominio en la clasificación general del equipo La Vie Claire. LeMond se convirtió en el primer ciclista estadounidense en ganar el Tour de Francia e Hinault se despidió del Tour con una segunda posición y el gran espectáculo que dio durante toda la carrera.
Entre la participación española, destacó la presencia de Pedro Delgado, el cual a pesar de un comienzo de carrera mediocre, con la llegada de la montaña logró recuperar posiciones en la general y hacerse con un triunfo de etapa. Sin embargo, mientras marchaba 5º en la general y con opciones de aspirar a un puesto en el podio, se vio obligado a abandonar la carrera a causa del fallecimiento de su madre. Otros españoles que obtuvieron triunfos parciales fueron Pello Ruiz Cabestany, José Ángel Sarrapio, Eduardo Chozas y Julián Gorospe. El mejor español clasificado en la general fue el gallego Álvaro Pino, octavo.

## Equipos participantes
| Equipo             | Jefe de filas       |
| La Vie Claire      | Bernard Hinault     |
| Carrera            | Stephen Roche       |
| KAS                | Jorg Muller         |
| Panasonic          | Robert Millar       |
| Système U          | Laurent Fignon      |
| PDM                | Pedro Delgado       |
| Café de Colombia   | Luis Herrera        |
| Reynolds           | José Luis Laguía    |
| Peugeot-Shell      | Pascal Simon        |
| Kwantum Hallen     | Joop Zoetemelk      |
| Joker - Emerxil    | Marc Sergeant       |
| Hitachi-Marc       | Claude Cricquelion  |
| Fagor              | Eric Caritoux       |
| Zor - BH           | Álvaro Pino         |
| R.M.O              | Thierry Claveyrolat |
| Postobón           | Omar Hernández      |
| Seat - Orbea       | Marino Lejarreta    |
| Gis Gelati         | Silvano Contini     |
| Teka               | Raymund Dietzen     |
| Malvor             | Mario Beccia        |
| 7 Eleven - Hoonved | Alexi Grewal        |

## Etapas
| Etapa   | Fecha       | Recorrido                           | Distancia (km) | Ganador               | Líder                |
| ------- | ----------- | ----------------------------------- | -------------- | --------------------- | -------------------- |
| Prólogo | 4 de julio  | Boulogne-Billancourt                | 4,6 (CRI)      | Thierry Marie         | Thierry Marie        |
| 1.ªa    | 5 de julio  | Nanterre-Sceaux                     | 85             | Pol Verschuere        | Alex Stieda          |
| 1.ªb    | 5 de julio  | Meudon-Saint-Quentin-en-Yvelines    | 56 (CRE)       | Système U             | Thierry Marie        |
| 2.ª     | 6 de julio  | Levallois-Perret-Liévin             | 214            | Davis Phinney         | Thierry Marie        |
| 3.ª     | 7 de julio  | Liévin-Évreux                       | 243            | Pello Ruiz Cabestany  | Dominique Gaigne     |
| 4.ª     | 8 de julio  | Évreux-Villers-sur-Mer              | 124,5          | Johan van der Velde   | Johan van der Velde  |
| 5.ª     | 9 de julio  | Villers-sur-Mer-Cherbourg           | 200            | Guido Bontempi        | Johan van der Velde  |
| 6.ª     | 10 de julio | Cherbourg-Saint-Hilaire-du-Harcouët | 201            | Ludo Peeters          | Jørgen Vagn Pedersen |
| 7.ª     | 11 de julio | Saint-Hilaire-du-Harcouët-Nantes    | 204            | Eddy Planckaert       | Jørgen Vagn Pedersen |
| 8.ª     | 12 de julio | Nantes                              | 61,5 (CRI)     | Bernard Hinault       | Jørgen Vagn Pedersen |
| 9.ª     | 13 de julio | Nantes-Futuroscope                  | 183            | Ángel José Sarrapio   | Jørgen Vagn Pedersen |
| 10.ª    | 14 de julio | Poitiers-Burdeos                    | 258,5          | Rudy Dhaenens         | Jørgen Vagn Pedersen |
| 11.ª    | 15 de julio | Bayona-Pau                          | 217,5          | Pedro Delgado         | Bernard Hinault      |
| 12.ª    | 16 de julio | Pau-Superbagnères                   | 186            | Greg LeMond           | Bernard Hinault      |
| 13.ª    | 17 de julio | Luchon-Blagnac                      | 154            | Niki Rüttimann        | Bernard Hinault      |
| 14.ª    | 18 de julio | Carcassonne-Nimes                   | 225,5          | Frank Hoste           | Bernard Hinault      |
| 15.ª    | 19 de julio | Nîmes-Gap                           | 246,5          | Jean François Bernard | Bernard Hinault      |
| 16.ª    | 20 de julio | Gap-Col du Granon                   | 179,5          | Eduardo Chozas        | Greg LeMond          |
| 17.ª    | 21 de julio | Briançon-Alpe d'Huez                | 162,5          | Bernard Hinault       | Greg LeMond          |
| 18.ª    | 23 de julio | Villard de Lans-Saint-Étienne       | 179,5          | Julián Gorospe        | Greg LeMond          |
| 19.ª    | 24 de julio | Saint-Étienne                       | 58 (CRI)       | Bernard Hinault       | Greg LeMond          |
| 20.ª    | 25 de julio | Saint-Étienne-Puy de Dôme           | 190            | Erich Maechler        | Greg LeMond          |
| 21.ª    | 26 de julio | Clermont-Ferrand-Nevers             | 194            | Guido Bontempi        | Greg LeMond          |
| 22.ª    | 27 de julio | Cosne-Cours-sur-Loire-París         | 255            | Guido Bontempi        | Greg LeMond          |

## Clasificaciones
| \| 1. \| Greg LeMond \| Estados Unidos \| VIE \| 110h 35' 19" \| \| \| 2. \| Bernard Hinault \| Francia \| VIE \| + 3' 10" \| \| \| 3. \| Urs Zimmermann \| Suiza \| CAR \| + 10' 54" \| \| \| 4. \| Andrew Hampsten \| Estados Unidos \| VIE \| + 18' 44" \| \| \| 5. \| Claude Cricquelion \| Bélgica \| HIT \| + 24' 36" \| \| \| 6. \| Ronan Pensec \| Francia \| PEU \| + 25' 59" \| \| \| 7. \| Niki Rüttimann \| Suiza \| VIE \| + 30' 52" \| \| \| 8. \| Álvaro Pino \| España \| ZOR \| + 33' 00" \| \| \| 9. \| Steven Rooks \| Holanda \| PDM \| + 33' 22" \| \| \| 10. \| Yvon Madiot \| Francia \| SYS \| + 33' 27" \| \| |                    |                |     |              |  |
| 1. | Greg LeMond        | Estados Unidos | VIE | 110h 35' 19" |  |
| 2. | Bernard Hinault    | Francia        | VIE | + 3' 10"     |  |
| 3. | Urs Zimmermann     | Suiza          | CAR | + 10' 54"    |  |
| 4. | Andrew Hampsten    | Estados Unidos | VIE | + 18' 44"    |  |
| 5. | Claude Cricquelion | Bélgica        | HIT | + 24' 36"    |  |
| 6. | Ronan Pensec       | Francia        | PEU | + 25' 59"    |  |
| 7. | Niki Rüttimann     | Suiza          | VIE | + 30' 52"    |  |
| 8. | Álvaro Pino        | España         | ZOR | + 33' 00"    |  |
| 9. | Steven Rooks       | Holanda        | PDM | + 33' 22"    |  |
| 10. | Yvon Madiot        | Francia        | SYS | + 33' 27"    |  |

| \| 1. \| Eric Vanderaerden \| Bélgica \| PAN \| 277 puntos \| \| 2. \| Jef Lieckens \| Bélgica \| JOK \| 232 puntos \| \| 3. \| Bernard Hinault \| Francia \| VIE \| 210 puntos \| |                   |         |     |            |
| 1. | Eric Vanderaerden | Bélgica | PAN | 277 puntos |
| 2. | Jef Lieckens      | Bélgica | JOK | 232 puntos |
| 3. | Bernard Hinault   | Francia | VIE | 210 puntos |

| \| 1. \| Bernard Hinault \| Francia \| VIE \| 351 puntos \| \| 2. \| Luis Herrera \| Colombia \| CAF \| 270 puntos \| \| 3. \| Greg LeMond \| Estados Unidos \| VIE \| 265 puntos \| |                 |                |     |            |
| 1. | Bernard Hinault | Francia        | VIE | 351 puntos |
| 2. | Luis Herrera    | Colombia       | CAF | 270 puntos |
| 3. | Greg LeMond     | Estados Unidos | VIE | 265 puntos |

| \| 1. \| Andrew Hampsten \| Estados Unidos \| VIE \| 110h 54' 03" \| \| 2. \| Ronan Pensec \| Francia \| PEU \| + 7' 15" \| \| 3. \| Jean François Bernard \| Francia \| VIE \| + 17' 01" \| |                       |                |     |              |
| 1. | Andrew Hampsten       | Estados Unidos | VIE | 110h 54' 03" |
| 2. | Ronan Pensec          | Francia        | PEU | + 7' 15"     |
| 3. | Jean François Bernard | Francia        | VIE | + 17' 01"    |

| \| 1. \| La Vie Claire \| Francia \| VIE \| - \| \| 2. \| Peugeot - Shell \| Francia \| PEU \| - \| \| 3. \| Système U \| Francia \| SYS \| - \| |                 |         |     |   |
| 1. | La Vie Claire   | Francia | VIE | - |
| 2. | Peugeot - Shell | Francia | PEU | - |
| 3. | Système U       | Francia | SYS | - |